# Frank Rankin
Frank Gilchrist Rankin, född 1 april 1891 i Stratford i Ontario, död 23 juli 1932, var en kanadensisk ishockeyspelare och ishockeytränare. Rankin spelade som rover för Stratford Hockey Club i hemstaden Stratford samt även för Toronto Eaton's och Toronto St. Michael's Majors i Ontario Hockey Association.
Efter spelarkarriären tränade Rankin Toronto Granites och vann bland annat guld med klubben, som utgjorde det kanadensiska landslaget, under de olympiska vinterspelen 1924.
Frank Rankin valdes in som ärad medlem i Hockey Hall of Fame 1961.

## Statistik
Trä. = Träningsmatcher
| 1909–10    | Stratford Hockey Club        | Trä.       | 2  | 4  | 0 | 4  | – | —  | —  | — | —  | —  |
| 1910–11    | Toronto Eaton's              | OHA        | 4  | 15 | 0 | 15 | — | 2  | 4  | 0 | 4  | –  |
| 1911–12    | Toronto Eaton's              | OHA        | 6  | 6  | 0 | 6  | — | 4  | 3  | 0 | 3  | 12 |
| 1912–13    | Toronto St. Michael's Majors | OHA        | 5  | 22 | 0 | 22 | – | 4  | 4  | 0 | 4  | –  |
| 1913–14    | Toronto St. Michael's Majors | OHA        | 2  | 10 | 0 | 10 | – | 2  | 3  | 0 | 3  | –  |
| OHA totalt | OHA totalt                   | OHA totalt | 17 | 53 | 0 | 53 | — | 12 | 14 | 0 | 14 | 12 |